# Heaven Forbid
Albums de Blue Öyster Cult
Cult Classic
(1994) Don't Fear the Reaper: The Best of Blue Öyster Cult
(2000)
Singles
1. See You in Black (promo)
Sortie : 1998
2. Harvest Moon (promo)
Sortie : 1998
3. Live for Me (promo)
Sortie : 1998

Heaven Forbid est le treizième album studio du groupe de hard rock américain Blue Öyster Cult. Il est publié le 24 mars 1998 sur le label CMC International et est produit par Donald Roeser, Eric Bloom et Steve Schenk.
Il est le premier album studio du groupe après un silence de dix ans. A cette occasion le groupe le groupe s'associe à l'écrivain américain, John Shirley, pour l'écriture des paroles des chansons. L'album se termine avec une reprise acoustique de la chanson In Thee qui figurait déjà sur l'album Mirrors (1979).
Cet album n'entra pas dans les classements américains mais fit une apparition de deux semaines du classement des albums rock & metal au Royaume-Uni.

## Liste des morceaux
| No  | Titre                    | Auteur                                  | Chant  | Durée |
| --- | ------------------------ | --------------------------------------- | ------ | ----- |
| 1.  | See You in Black         | John Shirley, Eric Bloom, Donald Roeser | Bloom  | 3:17  |
| 2.  | Harvest Moon             | Roeser                                  | Roeser | 4:55  |
| 3.  | Power Underneath Despair | John Shirley, Eric Bloom, Roeser        | Bloom  | 3:30  |
| 4.  | X-Ray Eyes               | John Shirley, Roeser                    | Roeser | 3:48  |
| 5.  | Hammer Back              | John Shirley, Eric Bloom, Roeser        | Bloom  | 3:35  |
| 6.  | Damaged                  | John Shirley, Roeser                    | Roeser | 4:22  |
| 7.  | Cold Gray Light of Dawn  | John Shirley, Eric Bloom, Roeser        | Bloom  | 3:51  |
| 8.  | Real World               | John Shirley, Roeser                    | Roeser | 5:08  |
| 9.  | Live for Me              | John Shirley, Roeser                    | Roeser | 5:19  |
| 10. | Still Burnin'            | Jon Rogers, Roeser                      | Roeser | 3:39  |
| 11. | In Thee (Live)           | Allen Lanier                            | Roeser | 3:40  |

## Musiciens
Blue Öyster Cult
- Eric Bloom : guitare, claviers, chant (1, 3, 5, 7)
- Donald "Buck Dharma" Roeser : guitare, claviers, chant (2, 4, 6, 8 à 11)
- Allen Lanier : claviers, guitare
- Chuck Burgi : batterie (sauf 9), chœurs
- Danny Miranda : basse (1, 4 à 9 & 11)
- Jon Rogers : basse (2, 3 & 10), chœurs
- Bobby Rondinelli : batterie (9)

Musiciens additionnels
- Tony Perrino : claviers
- George Cintron : chœurs

## Classement
| Pays                                  | Durée du classement | Meilleur classement | Date          |
| ------------------------------------- | ------------------- | ------------------- | ------------- |
| Royaume-Uni (UK Rock and Metal Chart) | 2 semaines          | 30e                 | 18 avril 1998 |